# Benjamin Robins
Benjamin Robins (* 1707 in Bath; † 29. Juli 1751 in Cuddalore) war ein britischer Militäringenieur, Mathematiker und breit interessierter Wissenschaftler. Er begann als Amateurforscher und wurde einer der Begründer der wissenschaftlichen Ballistik.

## Leben
Robins wurde in ärmlichen Verhältnissen geboren und war Sohn von Quäkern, der Vater war Schneider. Robins war Autodidakt, er besuchte keine Universität, und auch über einen Schulbesuch in Bath fanden sich keine Hinweise. Sein mathematisches Talent fiel aber Henry Pemberton auf, der ihm riet, nach London zu gehen. Pemberton, der damals an der Neuausgabe von Newtons Principia arbeitete, versorgte Robins mit mathematischer Literatur sowohl antiker Mathematiker wie Archimedes, Apollonius und Pappos, die in ihm eine Vorliebe für die Geometrie hinterließen, als auch der zeitgenössischen Mathematik wie Fermat und Newton. Im Jahre 1727 veröffentlichte er seine erste Abhandlung in den Philosophical Transactions of the Royal Society, im gleichen Jahr wurde er in die Royal Society gewählt. 1728 erregte er Aufmerksamkeit, als er die Theorie der Stöße elastischer Körper von Johann I Bernoulli kritisierte. Fortan konnte er seinen Lebensunterhalt als privater Mathematiklehrer in London verdienen, der künftige Studenten der Universität Cambridge vorbereitete. Bald arbeitete er auch als Bauingenieur (Trockenlegung von Feuchtgebieten, Häfen, Mühlen, Brücken). Daneben widmete er sich Studien zur Militärtechnik, der Anlage von Befestigungen und der Ballistik und besuchte dazu Befestigungen im heutigen Belgien und den Niederlanden. Unter anderem erfand er das ballistische Pendel zur Messung der Geschwindigkeit von Geschossen, untersuchte den Luftwiderstand auf Geschosse (zum Beispiel in Abhandlungen 1746, 1747) und quantifizierte die Explosivkraft von Schießpulver in der inneren Ballistik. Vor allem überprüfte er seine Berechnungen und Vorhersagen systematisch durch Experimente. 1742 erschien sein wegweisendes Buch New Principles of Gunnery – das möglicherweise entstand, um diejenigen ins Unrecht zu setzen, die ihn bei der Besetzung der Professur der neu gegründeten Royal Military Academy in Woolwich übergangen hatten. In dem Buch wird auch auf die Vorzüge gezogener Läufe eingegangen. Das Buch wurde von dem berühmten Mathematiker Leonhard Euler ins Deutsche übersetzt und mit einem eigenen Kommentar versehen (1745), und auch eine französische Übersetzung erschien. Das Buch gilt als eines der ersten Werke, in denen die Mechanik von Isaac Newton auf konkrete Ingenieursprobleme angewandt wird.
In einer Abhandlung von 1750 widmete er sich auch Raketen, mit denen die Briten in Indien unliebsame Erfahrungen machten.
Er schrieb auch Bücher über Analysis. Im Jahre 1727 verteidigte er Newtons Analysis gegen Angriffe von George Berkeley und andere (A discourse concerning the nature and certainty of Sir Isaac Newton's method of fluxions and prime and ultimate ratios), woraus sich ein Diskurs mit James Jurin in der Zeitschrift The present state of the Republic of Letters ergab.
Robins war auch politisch aktiv, als Sekretär einer geheimen Parlamentskommission, die das Wirken des Premiers Robert Walpole nach dessen Sturz 1741 untersuchte, und als Mitglied der Tory-Opposition und Kritiker von Walpole. Pamphlete von Robins gegen Walpole erregten Aufmerksamkeit und führten mit dazu, dass dieser sich 1739 gezwungen sah, Spanien den Krieg zu erklären (War of Jenkins’ Ear).
1749 wurde er leitender Ingenieur der Britischen Ostindien-Kompanie, für die er die Befestigungen des Präsidentschaft Madras in Indien überprüfen und erneuern sollte (in Madras und Cuddalore). Im Juli 1750 kam er in Indien an. Er erkrankte dort an einem Fieber und starb im Fort St. David bei Cuddalore. Robins hatte nie geheiratet.
1761 erschienen seine Gesammelten Werke in zwei Bänden, 2001 neu bei Phoenix Publishing House herausgegeben (mit den Werken Charles Huttons).
1747 erhielt er für seine Forschungen zur Ballistik die Copley Medal der Royal Society.

## Schriften
- Robins New Principles of Gunnery, Richmond, Surrey 1805, Reprint der Erstausgabe, London, J. Nourse 1742, herausgegeben und ergänzt von Charles Hutton